# Manhattan College
Manhattan College je soukromá katolická vysoká škola svobodných umění v Bronxu v New Yorku. Manhattan College byla původně založena v roce 1853 katolickou vzdělávací kongregací De La Salle Christian Brothers jako akademie pro denní studenty, poté byla oficiálně zaregistrována jako vysokoškolská instituce na základě charty udělené Radou regentů státu New York. V roce 1922 se vysoká škola přestěhovala z Manhattanu do části Riverdale v Bronxu, zhruba 10,3 km (6,4 míle) severně od svého původního sídla na 131. ulici v části Manhattanville na Manhattanu.
Manhattan College nabízí bakalářské programy v oblasti umění, obchodu, vzdělávání, zdravotnictví, inženýrství a vědy. Postgraduální programy jsou nabízeny pro vzdělávání, obchod, vědu a inženýrství.